# Laverfunktion
Laverfunktion är ett begrepp inom mängdteori, uppkallat efter Richard Laver som upptäckte funktionen relaterad till ett superkompakt kardinaltal.

## Definition
Om κ är ett superkompakt kardinaltal, är en Laverfunktion en funktion ƒ:κ → Vκ så att för varje mängd x och varje kardinaltal λ ≥ |TC(x)| + κ finns det ett superkompakt mått U på [λ]<κ så att om j U är den associerade elementära inbäddningen, då är j U(ƒ)(κ) = x. (Här betecknar Vκ kumulativa hierarkin av nivå κ, och TC(x) är transitiva höljet av x)